# 萨曼莎·默里·沙兰
萨曼莎·道恩·默里·沙兰（Samantha Dawn Murray Sharan，原姓默里，1987年10月9日—），英国女子网球运动员。
默里在ITF女子世界网球巡回赛上赢得了4个单打冠军和28个双打冠军。
默里首次亮相WTA巡回赛是在2011年伊斯特本精英赛，但在第一轮输给了安娜·塔提什維利。
默里于2019年7月与印度专攻双打网球的运动员第维吉·沙兰结婚。